# Chloroclystis nigella
Chloroclystis nigella är en fjärilsart som beskrevs av Joannis 1906. Chloroclystis nigella ingår i släktet Chloroclystis och familjen mätare. Inga underarter finns listade i Catalogue of Life.